# Galeh Bām
Galeh Bām (persiska: گله بام) är en ort i Iran.   Den ligger i provinsen Gilan, i den nordvästra delen av landet, 210 km nordväst om huvudstaden Teheran. Galeh Bām ligger 107 meter över havet och antalet invånare är 129.
Terrängen runt Galeh Bām är varierad. Runt Galeh Bām är det ganska tätbefolkat, med 155 invånare per kvadratkilometer. Närmaste större samhälle är Sīāhkal, 12,4 km nordost om Galeh Bām. I omgivningarna runt Galeh Bām växer i huvudsak blandskog.